# SGS 에센
SGS 에센(독일어: SGS Essen)은 독일의 에센을 연고로 하는 여자 축구 클럽이다. 현재 독일 여자 축구의 최상위 리그인 프라우엔-분데스리가에 참가하고 있다.

## 역사
1973년 3월 21일에 설립된 SC 그륀바이스 쇠네베크(SC Grün-Weiß Schönebeck) 여자 축구단이 전신이다. SC 그륀바이스 쇠네베크는 몇 년 동안에 걸쳐 하위 리그에 참여하다가 1992년에 당시 독일의 여자 축구 3부 리그였던 페어반츠리가로 승격되었다. 1999년에는 독일의 여자 축구 2부 리그인 레기오날리가 베스트로 승격되었다.
SG 에센-쇠네베크는 2000년에 VfB 보어베크(VfB Borbeck)를 합병하면서 구단 명칭을 SG 에센-쇠네베크(SG Essen-Schönebeck)로 변경했다. 2003-04 레기오날리가 베스트 시즌에서는 1위를 기록하면서 프라우엔-분데스리가로 승격되었다. SGS 에센은 프라우엔-분데스리가로 승격된 이후에 중위권에 오르는 성적을 기록했다. 2008-09 프라우엔-분데스리가 시즌에서는 역대 최고 성적인 5위를 기록했다. 2007년, 2010년에는 여자 DFB-포칼에서 준결승전에 진출하는 성과를 기록했고 2014년에는 여자 DFB-포칼에서 준우승을 차지하는 성과를 기록했다.